# Fjälkinge
Fjälkinge – miejscowość (tätort) w Szwecji, w regionie administracyjnym (län) Skania, w gminie Kristianstad.
Według danych Szwedzkiego Urzędu Statystycznego liczba ludności wyniosła: 1832 (31 grudnia 2015), 1888 (31 grudnia 2018) i 1869 (31 grudnia 2019).